# Nepanagar
Nepanagar là một thành phố và khu đô thị của quận East Nimar thuộc bang Madhya Pradesh, Ấn Độ.

## Nhân khẩu
Theo điều tra dân số năm 2001 của Ấn Độ, Nepanagar có dân số 31.658 người. Phái nam chiếm 52% tổng số dân và phái nữ chiếm 48%. Nepanagar có tỷ lệ 69% biết đọc biết viết, cao hơn tỷ lệ trung bình toàn quốc là 59,5%: tỷ lệ cho phái nam là 77%, và tỷ lệ cho phái nữ là 61%. Tại Nepanagar, 12% dân số nhỏ hơn 6 tuổi.